# غار آزادخان
این غار در غرب شهرستان محلات و در شمال روستای سنجه‌باشی قرار دارد. این غار یک غار باستانی است که در کف آن آب گوارا و فراوانی که در اثر بارندگی از سقف غار می‌چکد، جمع می‌شود.
مکان دقیق این غار در شمال جاده محلات به خمین است.
غار آزادخان در آبان ‌ماه سال 1327 مورد بازدید و مکاشفه‌ «چنگیز شیخلی» قرار گرفت که وی در یادداشت‌های خود این غار را این گونه توصیف کرد: 
"دهانه‌ غار به عرض 3 و ارتفاع 5/1 متر رو به مشرق قرار گرفته است. در سردرب غار یادبودی از ظل سلطان (سلطان مسعود میرزا، فرزند ارشد ناصرالدین شاه) و آقاخان محلاتی (حسنعلی شاه محلاتی، داماد فتحعلیشاه قاجار) حجاری شده است. هنوز چند متری پیش نرفته بودیم که ناگهان غار به طرز حیرت ‌آوری وسیع شد. در انتهای دهلیز 42 متری، شیشه‌ یادبودی از باشگاه دوچرخه ‌سواران قرار داشت. داخل تالار عظیم و شگفت ‌انگیزی به مساحت 6156 متر شدیم، پوشیده از سنگ ‌ها و ستون ‌های مختلف ‌الشکل و زیبای استلاگمیت و استلاکتیت. در گوشه و کنار تالار اسکلت ‌هایی مشاهده می ‌شود. در زمان حمله‌ آزادخان افغان به ایران و مطالبه‌ مالیات از بنیاد علی ‌بیک، فرمانروای محلات و پرداخت نکردن مالیات توسط وی، جنگ آغاز می ‌شود. فرمانروای وطن‌پرست و مردم پس از جنگ و گریز، ناچار به غار پناهنده می‌ شوند و دهانه‌ غار توسط آزادخان روی مردم میهن‌ پرست تخریب و مسدود می شود که همگی در غار جان می‌ سپارند."